# Конкордия Саджитария
Конкордия Саджитария (на италиански: Concordia Sagittaria) е град и община в провинция Венеция, в регион Венето, в Италия.
Градът се намира на 4 м над морското равнище и има 10 716 жители (към 31 декември 2011). Той е разположен на река Лемене, южно от град Портогруаро и на около 80 км североизточно от Венеция. Конкордия е католическио епископско седалище. Понеже в града се намирала фабрика за оръжия, той получава допълнителното име Саджитария (Sagittaria).
Градът е основан от римляните през 42 пр.н.е. като Юлия Конкордия (Iulia Concordia) в точката на пресичане на Виа Ания и Виа Постумия.
След падането на Западната Римска империя е град на лангобардите от Чивидале дел Фриули. След това е част от Марка Фриули и от патриаршия Аквилея, които са част от Свещената Римска империя. През 1420 г. заедно с Фриули влиза в състава на Република Венеция. През 1838 г. се отделя от Фриули и влиза в провинция Венеция.
В римския град Юлия Конкордия е роден ок. 345 г. Руфин Аквилейски, монах, историк и теолог.
Тук е роден и Антонио Карнео (1637-1692), венециански бароков жудожник.